# Pineapple (アルバム)
『Pineapple』（パイナップル）は、松田聖子の5枚目のオリジナル・アルバム。1982年5月21日にCBS・ソニーよりリリースされた。

## 概要
帯コピー：シュロの香り、南風 いま、ココナツ色の気分…聖子
アルバムのオリジナル曲には来生たかお、原田真二らが楽曲を提供しており、呉田軽穂作曲による先行シングル「渚のバルコニー」とそのB面曲「レモネードの夏」、「赤いスイートピー」も収録されている。LPとCTでは、A面が ″pineapple side″、B面が ″orange side″と区別されている。
「P・R・E・S・E・N・T」は来生がアルバム『追憶』にて、「パイナップル・アイランド」は原田がミニ・アルバム『plugged』にて英語詞、「LOVE SONG」「水色の朝」は財津和夫がアルバム『Z氏の悪い趣味』にてそれぞれセルフカバーした。
1982年5月にLP・CTで発売されたが、CDは1982年10月1日に発売。大瀧詠一『A LONG VACATION』などと共に世界初のCDとして発売されたタイトルの一つである（規格品番:35DH-3）。CD発売時点で聖子の年齢は20歳で、世界初のCDとして発売された50タイトルのアーティストの中では最も若かった。
（おそらく、北海道でのみ）、予約特典で『おしゃべりカセット』が付属している。内容は、北海道のファンに向けられている（ジンギスカンなど食べ物の話や、行ってみたい場所で、『雪まつり』や『摩周湖』などを挙げている）。内容などから、他の地域向けに編集出来ない（当時、ソニーのアーティスト《国内のアーティストだとTM ネットワークや、外タレだと、デッド・オア・アライブなど、本州より南より、少し発売日を
前倒しで、リリースされていたりする》が、北海道で強く、北海道に向けて限定のプロモーションが盛んだったため、と思われる。）

## 収録曲

### レコード / CT
| 全作詞: 松本隆。 |                              |           |            |            |      |
| #                | タイトル                     | 作詞      | 作曲       | 編曲       | 時間 |
| 1.               | 「P・R・E・S・E・N・T」      | 松本隆    | 来生たかお | 大村雅朗   | 4:42 |
| 2.               | 「パイナップル・アイランド」 | 松本隆    | 原田真二   | 大村雅朗   | 3:10 |
| 3.               | 「ひまわりの丘」             | 松本隆    | 来生たかお | 船山基紀   | 5:30 |
| 4.               | 「LOVE SONG」                | 松本隆    | 財津和夫   | 瀬尾一三   | 4:25 |
| 5.               | 「渚のバルコニー」           | 松本隆    | 呉田軽穂   | 松任谷正隆 | 3:42 |
| 合計時間:        | 合計時間:                    | 合計時間: | 合計時間:  | 21:29      |      |

| 全作詞: 松本隆。 |                        |           |            |            |      |
| #                | タイトル               | 作詞      | 作曲       | 編曲       | 時間 |
| 1.               | 「ピンクのスクーター」 | 松本隆    | 原田真二   | 大村雅朗   | 4:24 |
| 2.               | 「レモネードの夏」     | 松本隆    | 呉田軽穂   | 新川博     | 3:38 |
| 3.               | 「赤いスイートピー」   | 松本隆    | 呉田軽穂   | 松任谷正隆 | 3:41 |
| 4.               | 「水色の朝」           | 松本隆    | 財津和夫   | 大村雅朗   | 3:57 |
| 5.               | 「SUNSET BEACH」       | 松本隆    | 来生たかお | 大村雅朗   | 5:13 |
| 合計時間:        | 合計時間:              | 合計時間: | 合計時間:  | 20:53      |      |

## 楽曲解説

### Side-A（pineapple side）
1. P・R・E・S・E・N・T
『Another Side of Seiko 27』の投票では第25位にランクイン。
2. パイナップル・アイランド
曲中で水の音がするが、編曲家・大村が自らボウル・ピッチャー・バケツを用意し、スタジオの中で水を流して録音したという[1]。
『Another Side of Seiko 27』では第18位にランクイン。
3. ひまわりの丘
『Another Side of Seiko 27』の投票では第28位にランクイン。しかし収録はされなかった。
4. LOVE SONG
5. 渚のバルコニー
9枚目のシングルA面曲。

### Side-B（orange side）
1. ピンクのスクーター
2006年暮れのカウントダウン・ライヴで久しぶりに披露された。『SEIKO MATSUDA COUNT DOWN LIVE PARTY 2006-2007』のタイトルでDVD化済（2007年3月28日）。
2. レモネードの夏
「渚のバルコニー」のB面曲。
3. 赤いスイートピー
8枚目のシングルA面曲。
4. 水色の朝
5. SUNSET BEACH

## クレジット
- Producer: M.Wakamatsu（CBS/SONY)
- Engineer: T.Suzuki
- Assistant Engineer: A.Saida
- Photographer: T.Mutoh
- Designer: M.Yamada
- Stylist: Y.Miyake
- Recording Date: March, April 1982
- Recording Place: CBS/SONY Shinanomachi-studio

### pineapple side
1. P・R・E・S・E・N・T
Drums 滝本季延 / E.Bass 高水健司 / E.Guitar 松原正樹 / F.Guitar 笛吹利明 / Keyboards 山田秀俊・西本明 / Horn 沖田グループ / Chorus 山田秀俊
2. パイナップル・アイランド
E.Bass 伊藤広規 / E.Guitar 松原正樹 / Keyboards 山田秀俊 / Flute 衛藤幸雄
3. ひまわりの丘
Drums 菊地丈夫 / E.Bass 岡沢茂 / E.Guitar 青山徹 / F.Guitar 安田裕美 / Keyboards 大谷和夫 / Chorus バズ / Strings 多グループ
4. LOVE SONG
Drums 渡嘉敷祐一 / E.Bass 岡沢章 / E.Guitar 青山徹 / F.Guitar 笛吹利明 / Keyboards 倉田信雄 / Percussions ペッカー / Chorus 広松美和子・尾形道子・バズ / Strings 加藤グループ
5. 渚のバルコニー
Drums 渡嘉敷祐一 / E.Bass 高水健司 / E.Guitar 松原正樹・椎名和夫 / F.Guitar 吉川忠英 / Keyboards 松任谷正隆 / Percussions 浜口茂外也 / Chorus 須藤薫・バズ / Strings トマトグループ

### orange side
1. ピンクのスクーター
Drums 滝本季延 / E.Bass 高水健司 / E.Guitar 松原正樹 / Keyboards & Chorus 山田秀俊
2. レモネードの夏
Drums 島村英二 / E.Bass 美久月千晴 / E.Guitar 青山徹 / F.Guitar 吉川忠英 / Keyboards 新川博 / Percussions 斉藤ノヴ / Flute 衛藤幸雄 / Chorus バズ / Strings 加藤グループ
3. 赤いスイートピー
Drums 林立夫 / E.Bass 高水健司 / E.Guitar 松原正樹 / F.Guitar 吉川忠英 / Keyboards 松任谷正隆 / Percussions 斉藤ノブ / Flute 衛藤幸雄 / Harp 山川恵子 / Chorus バズ / Strings トマトグループ
4. 水色の朝
Drums 滝本季延 / E.Bass 伊藤広規 / E.Guitar 松原正樹 / F.Guitar 笛吹利明 / G.Guitar 吉川忠英 / Keyboards 山田秀俊・西本明 / Chorus 山田秀俊 / Strings 多グループ
5. SUNSET BEACH
Drums 滝本季延 / E.Bass 高水健司 / E.Guitar 松原正樹 / F.Guitar 笛吹利明 / F.Mandolin 吉川忠英 / Keyboards 山田秀俊・西本明 / Accordion 風間文彦 / Harmonica 八木伸朗 /  Strings 多グループ

## 関連作品
- P・R・E・S・E・N・T
  - Seiko Box
  - Bible
  - Another Side of Seiko 27
  - SEIKO MEMORIES 〜Masaaki Omura Works〜
  - Seiko Matsuda 40th Anniversary Bible -bright moment-
- パイナップル・アイランド
  - Seiko Box
  - Bible III
  - SEIKO SUITE
  - Another Side of Seiko 27
  - エトランゼ
  - SEIKO MEMORIES 〜Masaaki Omura Works〜
  - Seiko Matsuda 40th Anniversary Bible -blooming pink-
- ひまわりの丘
  - SEIKO SUITE
- LOVE SONG
  - SEIKO SUITE
  - Seiko Matsuda Best Ballad
- 渚のバルコニー
  - 渚のバルコニー#関連作品を参照されたい
- ピンクのスクーター
  - SEIKO SUITE
  - Premium Diamond Bible
- レモネードの夏
  - 渚のバルコニー#関連作品を参照されたい
- 赤いスイートピー
  - 赤いスイートピー#関連作品を参照されたい
- 水色の朝
  - 金色のリボン
  - Premium Diamond Bible
  - SEIKO MEMORIES 〜Masaaki Omura Works〜
  - Seiko Matsuda 40th Anniversary Bible -blooming pink-
- SUNSET BEACH
  - エトランゼ